# Catherine Bandle
Catherine Bandle (nascida a 22 de março de 1943) é uma matemática suíça conhecida pela sua pesquisa em equações diferenciais, incluindo equações elípticas semilineares e equações de reacção-difusão, e também pelo seu livro sobre desigualdades isoperimétricas. Ela é professora emérita de matemática na Universidade de Basileia.